# Carnac e Rofiac
Carnac e Rofiac (en francès Carnac-Rouffiac) és un municipi francès situat al departament de l'Òlt i a la regió d'Occitània.
El municipi té Carnac com a capital administrativa, i també compta amb els agregats de Rofiac, lo Verd, las Cabanas i Combaplana.

## Demografia
| 1962                                       | 1968 | 1975 | 1982 | 1990 | 1999 | 2007 |
| ------------------------------------------ | ---- | ---- | ---- | ---- | ---- | ---- |
| 165                                        | 200  | 178  | 175  | 202  | 202  | 247  |
| Des de 1962: població sense dobles comptes |      |      |      |      |      |      |

## Administració
| Període   | Identitat           | Partit |
| --------- | ------------------- | ------ |
| 2001-2008 | Jean-Pierre Molinié |        |
| 2008-     | Christiane Kohler   |        |